# Lagynochthonius curvidigitatus
Espèce
Lagynochthonius curvidigitatus est une espèce de pseudoscorpions de la famille des Chthoniidae.

## Distribution
Cette espèce est endémique de Tenerife aux îles Canaries en Espagne,. Elle se rencontre dans la grotte Cueva Felipe Reventón à Icod de los Vinos.

## Description
La carapace du mâle holotype mesure 0,43 mm de long sur 0,36 mm.

## Publication originale
- Mahnert, 1997 : New species and records of pseudoscorpions (Arachnida, Pseudoscorpiones) from the Canary Islands. Revue Suisse de Zoologie, vol. 104, no 3, p. 559-585 (texte intégral).